# Álex Goikoetxea
Alexander Goikoetxea Urkiaga, detto Álex (Artea, 8 giugno 1983), è un ex calciatore spagnolo di origini basche, di ruolo difensore.

## Carriera

### Club
In carriera ha giocato complessivamente 72 partite nella seconda divisione spagnola.

### Nazionale
Ha partecipato ai Mondiali Under-20 del 2003, nei quali la sua nazionale è stata finalista perdente.